# بازاریابی محتوا

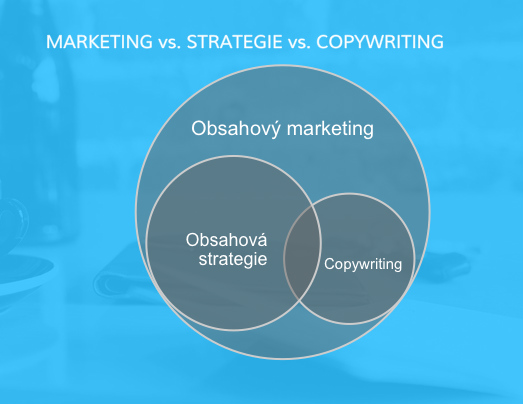
نمودار رابطه بازاریابی محتوا، استراتژی محتوا و کپی رایتینگ

بازاریابی محتوا (به انگلیسی: Content Marketing) در واقع نوعی از بازاریابی درونگرا (Inbound Marketing) است که به فرایند تولید و به اشتراک‌گذاری محتوایی که باعث حفظ مشتریان قبلی و به دست آوردن مشتریان جدید می‌پردازد. این محتوا و اطلاعات می‌تواند به انواع مختلفی چون اخبار تحلیلی، ویدئو، کتاب الکترونیکی، اینفوگرافی، مطالعه موردی، راهنما و دستور‌العمل‌ها، سوالات و پاسخ، مقالات و تصاویر و… تولید و منتشر گردد.
بازاریابی محتوا یکی از رویکردهای استراتژیک بازاریابی و توسعه کسب‌وکار  است که بر تولید و توزیع محتوای ارزشمند، مرتبط و سازگار با اهداف برندها متمرکز شده‌است. بازاریابی محتوا به دنبال جذب، حفظ و تعامل با مخاطبانی است که به وضوح تعریف و شناخته شده هستند و مخاطبان هدف شما به حساب ‌می‌آیند. این عمل با هدف هدایت کاربران برای انجام اقداماتی سودده صورت می‌گیرد.
بازاریابی محتوا در سال ۲۰۱۹ دارای ویژگی های خاصی خواهد بود که از جمله آن می توان به نوع خاص اشاره کرد:
محتوای مفید: هدف از تولید این محتوا این است که به مخاطبین خود یک کار و مهارتی را آموزش داده و یا اطلاعات مفید و ارزشمندی در راستای کسب‌و‌کار خود به آن‌ها ارائه دهید.
محتوای آموزنده (حاوی اطلاعات): هدف شما از تولید محتوای این چنینی این است که به مخاطبین خود مهارتی تازه بیاموزید یا نوع دید جدیدی را به آن‌ها معرفی کنید یا شاید بتوانید در تصمیمات به آن‌ها کمک کنید.
محتوای سرگرم کننده: احساسات از قبیل خنده و شادی ارزش محسوب می‌شوند و در محتوای سرگرم کننده نقش مهمی دارد      البته لازم با ذکر است که در این مدل رویکرد و مفهوم محتوا در خدمت و هم راستا با محصول یا بازار هدف باید طراحی و تدوین شود

## استراتژی محتوا
تا به امروز دیدگاه‌ها و نظرات مختلفی، دربارهٔ استراتژی محتوا بیان شده است، اگر بخواهیم پی دلیل آن باشیم به این جواب خواهیم رسید، که هر کس استراتژی مربوط به خودش را با استفاده از تجربیات قبلی دارد!
همانند فرماندهان جنگ هیچ وقت با استراتژی کپی یا مشترک جنگ نمی‌کنند! آن‌ها استراتژی مربوط به خودشان را دارند، در استراتژی محتوا نیز همین‌گونه است، و اینکه بهترین استراتژی برای کسب و کار y ممکن است بدترین استراتژی برای کسب و کار x باشد؛ که در این مقاله قصد داریم تا به بررسی آن بپردازیم.
اما به‌طور کل استراتژی محتوا به قانون‌هایی گفته می‌شود که محتوای تولید شده را ملزم به رعایت آن می‌کند. این قانون‌ها شامل تجربه، شناخت، بررسی و آموخته‌های یک استراتژیست محتواست.

## وجه تمایز بازاریابی محتوا و تبلیغات
بازاریابی محتوا دو تفاوت عمده نسبت به تبلیغات دارد. اول اینکه محتوا را در رسانه‌های تحت مالکیت خود پخش خواهد نمود. چنانچه این محتوا در رسانه‌ای که خریداری شده پخش شود به آن تبلیغات گفته می‌شود. مانند تبلیغات پیامکی. دوم اینکه استراتژی بازاریابی محتوا بیشتر جذب‌کننده است تا تهاجمی، محتوا هرگز مزاحمت ایجاد نمی‌کند بلکه باعث جذب افراد می‌گردد.همچنین بازاریابی محتوا رابطه علت و معلولی ندارد و همچنین اندازه‌گیری نتایج معمولاً کار دشواری است. بازاریابی محتوا یکی از ابزارهای متنوعی است که به وسیله آن می‌توان پیام را به مشتری ارسال کرد و آن‌ها را برای خرید متقاعد نمود. تفاوت دیگر بازاریابی محتوا زمان بر بودن و پر هزینه بودن آن نسبت به تبلیغات می‌باشد.
انسان امروز، تحت هجوم گسترده تبلیغات قرار گرفته‌است. اگر زمانی تبلیغات می‌توانست (هرچند برای کوتاه‌مدت) مزیتی رقابتی بوده و موجب ایجاد یا افزایش سهم بازار شده و فروش را گسترش دهد، امروز برای بسیاری از شرکت‌ها و سازمان‌ها، صرفاً عامل «همپایی رقابتی» است.
وقتی چند تولیدکننده بزرگ محصولات یا خدمات مشابه، همگی تبلیغ می‌کنند، تبلیغ کردن مشتری جدیدی نخواهد آورد. اگرچه ممکن است تبلیغ نکردن، مشتری‌های فعلی را از دست ما بگیرد. با فرض پذیرش هجوم تبلیغاتی و اینکه با حفظ استراتژی‌های قدیمی تبلیغاتی، هزینه تبلیغات در مقایسه با نتایج آن، افزایش می‌یابد؛ بنابراین در بلند مدت هزینه‌های بازاریابی محتوا به مراتب کمتر از هزینه‌های تبلیغات خواهد داشت.بازاریابی محتوا نوعی متمایز کردن خود و برند شما در غالب ارائه راهکار و دستورالعمل کاربردی به مشتری وبازار هدف شما میباشد

### استراتژی بازاریابی محتوا
به طور کلی می توان ویژگی های استراتژی بازاریابی محتوا را به چهار دسته تقسیم کرد:
1. افزایش میزان آگاهی از برند
2. کاسته شدن هزینه ها
3. بالا رفتن فروش
4. وفاداری بیشتر مشتریان

## تاریخچه بازاریابی محتوا
در سال ۱۸۹۵ جان دیر (به انگلیسی: John Deere) به عنوان یکی از بزرگترین تولیدکنندگان ماشین آلات کشاورزی، راه‌سازی و معدنی بیش از ۱٫۵ میلیون نسخه از مجله و دفترچه معرفی ماشین آلات خود را در ۴۰ کشور جهان در اختیار مشتریان خود قرار داد.
در سال ۱۹۰۰ میشلن(به انگلیسی: Michelin) شرکت لاستیک سازی دفترچه‌ای ۴۰۰ صفحه‌ای با جلد قرمز رنگ را در اختیار مشتریان خود قرار داد که به راهنمایی رانندگان برای برطرف کردن اشکالات احتمالی اتومبیل‌های خود بپردازند.
در سال ۱۹۰۴ ژل او (به انگلیسی: Jell-O) کتاب آشپزی را چاپ و به صورت رایگان در صدر اختیار مشتریان خود قرار داد که توانست به کمک این کمپین به فروشی بالغ بر ۱ میلیون دلار تا سال ۱۹۰۶ برسد.

## روش های بازاریابی محتوای دیجیتال
ترکیبی از زنجیره تامین و تجربه کاربری
تعامل با مصرف کننده از طریق خدمات الکترونیکی
در روش تعامل با مصرف کننده از طریق خدمات الکترونیکی، تعامل بین مشتری و سازمانها به طور عمده از طریق فناوری شبکه مانند استفاده از پست الکترونیکی ، تلفن ، ویندوز چت آنلاین برای ارتباط برقرار می شود. خدمات الکترونیکی با خدمات سنتی متفاوت است و تحت تأثیر محدودیت از راه دور و ساعات کار قرار نمی گیرند. بازاریابی محتوای دیجیتالی از طریق خدمات الکترونیکی معمولاً همراه با سایر کانالها برای دستیابی به اهداف بازاریابی از جمله چهره به چهره ، پستی و سایر خدمات از راه دور ارائه می شود. شرکت های اطلاعاتی برای مشتریانی که از چندین موتور جستجو در سایت های مختلف استفاده می کنند ، پیام ها و اسناد مختلفی را ارائه می دهند و حقوق گروه های تجاری را تنظیم می کنند.